# Neruda (planetka)
(1875) Neruda je asteroid vnějšího hlavního pásu planetek obíhající Slunce mezi drahami Marsu a Jupiteru, který byl objeven 22. srpna 1969 českým astronomem Lubošem Kohoutkem na Hamburské observatoři ve čtvrti Bergedorf a předběžně označen jako 1969 QQ. Označení (1875) Neruda po českém spisovateli Janu Nerudovi bylo poprvé zveřejněno 27. června 1991. Asteroid je řazen do skupiny planetek s označením 9106 MB-outer, pohybující se na vnější straně hlavního pásu, jejíž planetky se většinou vyznačují nízkým albedem (0,057).

## Oběžná dráha a fyzické vlastnosti
(1875) Neruda je uhlíkatý asteroid třídy C, který oběhne Slunce ve vzdálenosti od 2,626 do 3,646 au jednou za 2 028,65 dní (více než 5,5 let). Nejblíže ke Slunci byl naposledy 12. ledna 2025, do nejvzdálenější polohy od Slunce se dostane 24. října 2027. Jeho oběžná dráha má excentricitu přibližně 0,163 a inklinaci 13,377° vůči ekliptice a za den se na ní průměrně posune o 0,1773°. Průzkumy provedené různými metodami v letech 2011 až 2019 došly k závěrům, že asteroid má průměr mezi 16,06 až 19,424 km. Rotační perioda planetky, při níž se otočí okolo vlastní osy, je 3,697 hodin.  V období od března 2025 do roku 2050 se k Zemi nejvíce přiblíží 5. září 2030 (1,63 au), nejvzdálenější bude 4. září 2044 (4,64 au).
Od svého objevení byla planetka prokazatelně pozorovaná více než 4,2 tisíce krát ze 32 různých míst. Desetkrát byla spatřena i z území České republiky, konkrétně z  observatoře v Kleti, kde byl asteroid Neruda pozorován v srpnu 1980 a v říjnu roku 1986. Je jednou ze čtyř planetek, které 22. srpna 1969 Luboš Kohoutek objevil; patří k ní asteroidy s předběžným označením 1969 QB, 1969 QP a 1969 QR, z nichž jeden nese od června roku 1991 jméno českého spisovatele (1931) Čapek (1969 QB), druhý byl v srpnu téhož roku pojmenován po českém studentovi, který se 19. ledna 1969 protestně upálil, (1834) Palach (1969 QP).